# Eyre Crowe (Maler)
Eyre Crowe (* 3. Oktober 1824 in Chelsea; † 12. Dezember 1910 in London) war ein englischer Maler, Illustrator und Grafiker.

## Leben
Crowe war das älteste der sechs Kinder des Journalisten und Historikers Eyre Evans Crowe (1799–1868) und dessen erster Frau Margaret (geborene Archer, gestorben 1853), einer Tochter des Offiziers Joseph Archer. Er war ein Bruder des Schriftstellers Joseph Archer Crowe und ein Onkel des Diplomaten Eyre Crowe. Er wurde anfangs in London von William Darley ausgebildet, ehe die Familie nach Frankreich umzog, wo sie sich bis 1844 aufhielt. In Paris erlernten Crowe und sein jüngerer Bruder das Zeichnen von Monsieur Brasseur und 1839 wurde er Schüler des Malers Paul Delaroche, den er 1843 mit einigen anderen Schülern nach Rom begleitete. Er freundete sich dabei mit dem französischen Maler und Bildhauer Jean-Léon Gérôme (1824–1904) an und sie blieben bis zu dessen Tod in Kontakt. Seine Schwester Amy Mary Anne Crowe (gestorben 1865) heiratete 1862 Edward Thackeray.
1844 kehrte er in seine Heimat zurück, wurde Schüler der Londoner Royal Academy of Arts und debütierte 1846 mit dem Bild Prynne untersucht die Taschen des Erzbischofs Laud im Tower. Im Folgejahr nahm er am Wettbewerb für die Ausschmückung der Houses of Parliament teil und wählte Die Schlacht von Agincourt als Thema. Weitere Werke wie der Römische Karneval und Holbein malt den König Eduard VI. folgten. Er vertiefte seine Beziehungen zu William Makepeace Thackeray, den er in Paris kennenlernt hatte. 1845 zeichnete er eine Karikatur des Romanciers in türkischer Kleidung und übertrug die Skizzen, die Thackeray für Notes of a Journey from Cornhill to Grand Cairo zeichnete, auf Holz. Im April 1851 wurde er Thackerays Sekretär und verbrachte mit ihm viel Zeit im British Museum, um Material für The History of Henry Esmond zu sammeln. Crowe begleitete Thackerays auf seiner Vortragsreise in die Vereinigten Staaten. Bis 1857 hielt er sich in Amerika auf, wo er sich insbesondere dem Studium der Farbigen widmete. Sein Hauptinteresse galt jedoch der Kulturgeschichte Englands. Er kam nach London zurück und schuf eine Reihe von Bildern, die eine große Tiefe der Empfindung, eine treffliche Charakteristik der Gestalten und ein gründliches Studium der Details verraten, die aber in der Farbe oft hart und trocken sind. 1875 oder 1876 wurde er Associate of the Royal Academy. Später arbeitete er als Inspektor und Prüfer in einer Wissenschafts- und Kunstabteilung in South Kensington. Er verbrachte seine letzten Jahre in Abgeschiedenheit und starb unverheiratet in London, wo er auf dem Friedhof Kensal Green beigesetzt wurde.
Crowe war mit Anne Thackeray Ritchie befreundet, für die er zwei Bücher über ihren Vater verfasste und illustrierte. Das erste der beiden ist mit einer Widmung versehen.

## Werke (Auswahl)

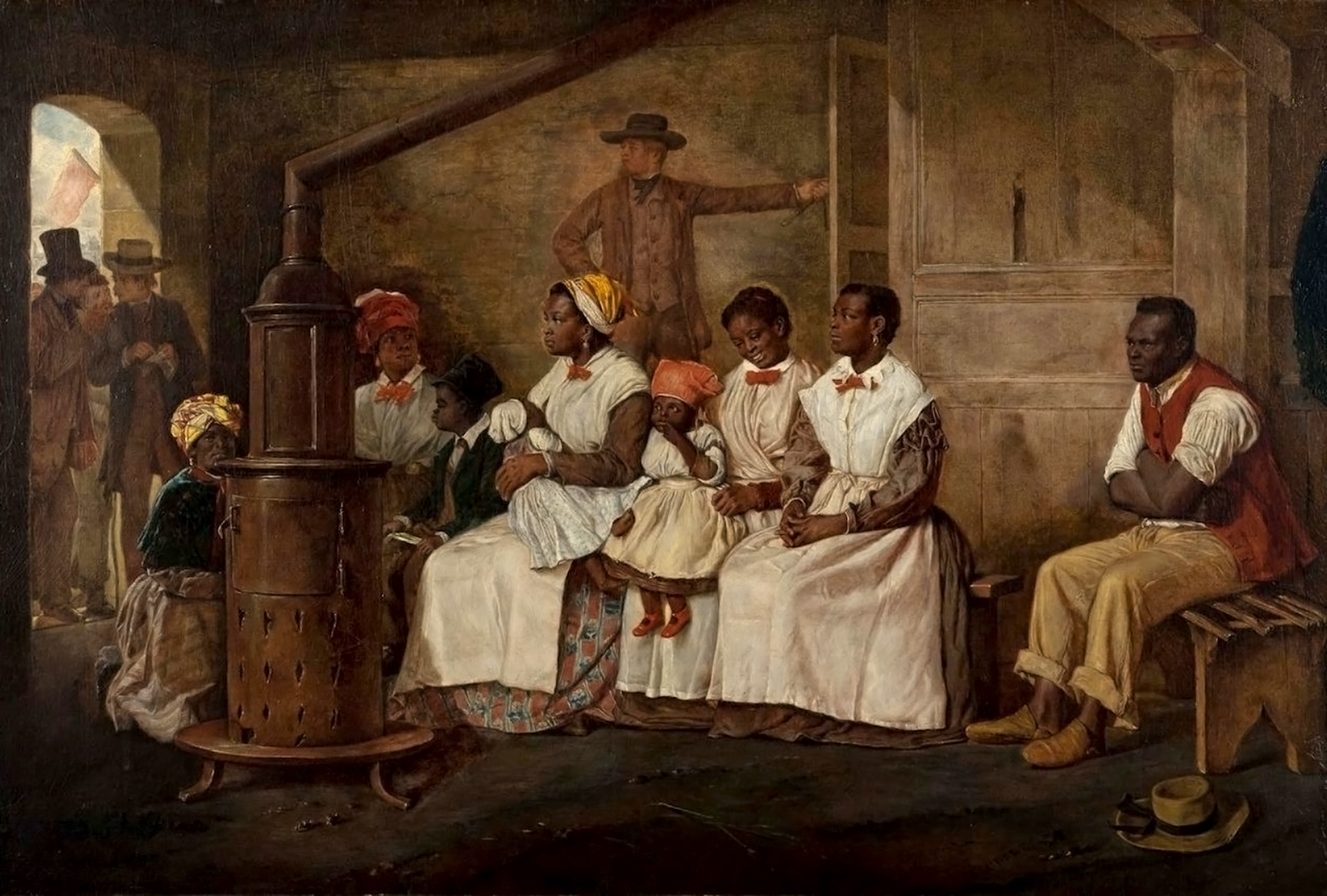
Ein Sklavenmarkt in Richmond, Virginia

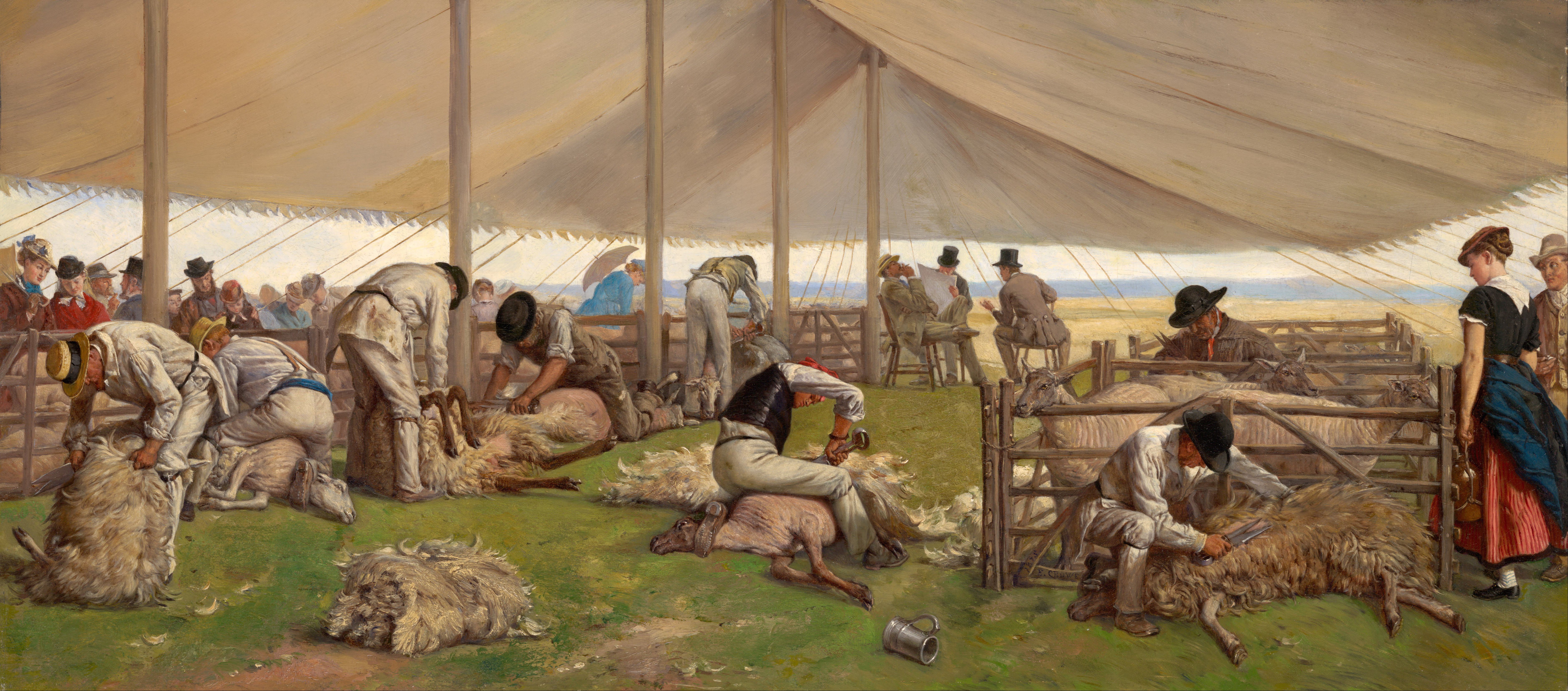
Die Schafschur

- Milton besucht Galilei im Gefängnis (1859)
- Swift liest einen Brief seiner Geliebten Stella
- Ein Sklavenmarkt in Virginia (1861)
- Defoe am Pranger (1862)
- Das Leichenbegängnis Goldsmiths (1863)
- Luther schlägt die Thesen an die Schloßkirche zu Wittenberg (1864)
- Die Vestalin (1870)
- Die Schafschur
- Eine Satire auf die Quäker
- Die französischen Gelehrten in Ägypten (1878)
- Explosion des Kaschmirthores in Delhi 1857 (1880)

## Publikationen (Auswahl)
- With Thackeray in America. C. Scribner’s Sons, New York 1893 (archive.org).
- Thackeray's haunts and homes. C. Scribner’s Sons, New York 1897 (archive.org).